# Corriol de Sibèria
El corriol de Sibèria (Anarhynchus mongolus) és una espècie d'ocell de la família dels caràdrids (Charadriidae).

## Hàbitat i distribució
Habita aiguamolls, platges, llacs i estepes asiàtiques, criant a Sibèria oriental fins Kamtxatka i les illes del Comandant, arribant esporàdicament fins l'oest d'Alaska, i a Siberia sud-oriental, des del Mar d'Okhotsk, fins al Krai de Primórie. Migren cap al sud en hivern, arribant a les illes Ryukyu i des de Taiwan i Vietnam fins a la zona de Nova Guinea i Austràlia.

## Taxonomia
En època recent s'ha separat l'espècie Charadrius atrifrons, arran treballs com ara Wei et al. 2022.